# Contestazione dell'autorità di Gesù
La contestazione dell'autorità di Gesù è un episodio della vita di Gesù riferito dai Vangeli sinottici. 

## Racconto evangelico
Mentre Gesù insegnava nel Tempio di Gerusalemme, gli si avvicinarono alcuni sacerdoti e anziani del popolo, che gli chiesero con quale autorità agisse. Gesù disse che avrebbe risposto alla loro domanda se essi avessero prima risposto ad una sua domanda, quindi chiese se il battesimo di Giovanni veniva da Dio o dagli uomini. Essi si trovarono in imbarazzo, perché se avessero risposto che veniva da Dio Gesù li avrebbe rimproverati perché non avevano creduto a Giovanni, mentre se avessero risposto che veniva dagli uomini avrebbero suscitato una reazione negativa da parte del popolo, che riteneva Giovanni un profeta. Essi decisero di rispondere che non lo sapevano e Gesù disse loro che neanche lui avrebbe detto con quale autorità agiva.